# Institute of Economic Affairs
O Institute of Economic Affairs (IEA) é um think tank situado em Westminster, Londres, Reino Unido. Fundado em 1955, a organização promove a economia de livre mercado.

## Leitura complementar
- Bosanquet, Nick (1983). Economics: After the New Right. Boston: Kluwer-Nijhoff. pp. 79–87. ISBN 0-89838-135-5
- Cockett, Richard (1995). Thinking the unthinkable: think-tanks and the economic counter-revolution, 1931–1983. [S.l.]: Fontana Press. ISBN 0-00-637586-3